# Desábato (futebolista)
Leandro Luis Desábato (Santa Fé, 30 de março de 1990), ou apenas Desábato, é um futebolista argentino que atua como volante. Atualmente, joga pelo Rosario Central.

## Carreira

### Vélez Sársfield
Subiu aos profissionais em 2010, porém estreou profissionalmente somente no dia 13 de março de 2011, em uma vitória por 2–1 sobre o River Plate em pleno Monumental de Nuñez, válida pelo Clausura,[carece de fontes?] onde o Vélez veio a se sagrar campeão, com o volante atuando em apenas 46 minutos na competição.
No ano seguinte disputou sua primeira Copa Libertadores, porém atuou em apenas um minuto na vitória por 1–0 sobre o Atlético Nacional no Atanasio Girardot, válida pelas oitavas de final da competição.
Em 2013, marcou o seu primeiro gol como profissional, na goleada por 4–1 sobre o Atlético Rafaela no José Amalfitani, válida pelo Apertura.
Após quatro anos sem se firmar na equipe titular, em 2014 o jogador foi titular absoluto durante toda a temporada, se destacando com bons passes e desarmes; além disso, marcou um gol na vitória por 2–1 sobre o Club Olimpo no Roberto Natalio Carminatti, válida pelo Clausura.
Em 2015, o volante novamente foi titular e novamente marcou apenas um gol na temporada; o gol foi marcado na derrota para o Temperley por 2–1, no Alfredo Beranger, válida pelo Campeonato Argentino.
Após mais dois anos como titular absoluto da equipe, o jogador não atuou somente nos últimos jogos de 2017, em razão de um problema contratual.

### Vasco da Gama
Em 16 de dezembro de 2017, Desábato foi anunciado como novo reforço do Vasco da Gama. Estreou pelo clube carioca já no primeiro jogo da temporada no dia 18 de janeiro de 2018, em uma derrota por 2–0 para o Bangu em São Januário, válida pelo Campeonato Carioca. A partir de então, assumiu a posição de titular absoluto na equipe e se destacou por sua segurança e qualidade técnica. No jogo de volta da terceira fase da Copa Libertadores, contra o Jorge Wilstermann, o Vasco havia aberto uma vantagem de 4–0 em São Januário, porém, no Estádio Olímpico Patria, o Cruzmaltino sofreu com a altitude de Sucre e teve a goleada por 4–0 devolvida pela equipe boliviana, o que levou a decisão para as penalidades, quando Desábato perdeu o terceiro pênalti da equipe carioca mandando a bola na trave; entretanto, Martín Silva defendeu três cobranças e classificou o Vasco para a próxima fase, salvando a pele do volante.

### Cerezo Osaka
No dia 21 de Dezembro de 2018, Desábato acertou sua ida para o Clube Japonês.
Rosario Central
No dia 14 de Julho de 2021, Desábato acertou sua volta ao futebol argentino. Ele assinou com o Rosario Central por empréstimo de 18 meses com opção de compra.

## Vida pessoal
Leandro Luis Desábato é primo do zagueiro homônimo, Leandro Desábato, que se envolveu em uma polêmica com o jogador Grafite, quando atuava pelo Quilmes, em um jogo diante do São Paulo no Morumbi, em 2005. O zagueiro foi acusado de racismo e levado para a delegacia, sendo liberado 43 horas depois, após pagar fiança.

## Estatísticas
Até 20 de outubro de 2018.
| Clube           | Temporada | Campeonato nacional | Campeonato nacional | Copa nacional[a] | Copa nacional[a] | Competições continentais[b] | Competições continentais[b] | Outros torneios[c] | Outros torneios[c] | Total | Total |
| Clube           | Temporada | Jogos               | Gols                | Jogos            | Gols             | Jogos                       | Gols                        | Jogos              | Gols               | Jogos | Gols  |
| --------------- | --------- | ------------------- | ------------------- | ---------------- | ---------------- | --------------------------- | --------------------------- | ------------------ | ------------------ | ----- | ----- |
| Vélez Sarsfield |           |                     |                     |                  |                  |                             |                             |                    |                    |       |       |
| 2011            | 5         | 0                   | —                   | —                | 1                | 0                           | —                           | —                  | 6                  | 0     |       |
| 2012            | 7         | 0                   | 2                   | 0                | 1                | 0                           | 1                           | 0                  | 11                 | 0     |       |
| 2013            | 19        | 1                   | 1                   | 0                | 3                | 0                           | —                           | —                  | 23                 | 1     |       |
| 2014            | 23        | 1                   | —                   | —                | 5                | 0                           | 2                           | 0                  | 30                 | 1     |       |
| 2015            | 25        | 1                   | 2                   | 0                | —                | —                           | —                           | —                  | 27                 | 1     |       |
| 2016            | 24        | 0                   | 1                   | 0                | —                | —                           | 1                           | 0                  | 26                 | 0     |       |
| 2017            | 20        | 0                   | —                   | —                | —                | —                           | —                           | —                  | 20                 | 0     |       |
| Total           | 123       | 3                   | 6                   | 0                | 10               | 0                           | 4                           | 0                  | 143                | 3     |       |
| Vasco da Gama   |           |                     |                     |                  |                  |                             |                             |                    |                    |       |       |
| 2018            | 22        | 0                   | 2                   | 0                | 10               | 0                           | 12                          | 0                  | 46                 | 0     |       |
| Total           | 22        | 0                   | 2                   | 0                | 10               | 0                           | 12                          | 0                  | 46                 | 0     |       |
| Total           | Total     | 145                 | 3                   | 8                | 0                | 20                          | 0                           | 16                 | 0                  | 189   | 3     |

- a. ^ Jogos da Copa Argentina e Copa do Brasil
- b. ^ Jogos da Copa Libertadores da América e Copa Sul-Americana
- c. ^ Jogos de Campeonatos estaduais e Torneios amistosos

## Títulos
Vélez Sarsfield
- Campeonato Argentino: 2011 (Clausura) e 2012 (Apertura)
- Supercopa Argentina: 2013

### Prêmios Individuais
| Ano  | Competição         | Time          | Prêmio         | Resultado |
| ---- | ------------------ | ------------- | -------------- | --------- |
| 2018 | Campeonato Carioca | Vasco da Gama | Melhor Volante | Venceu    |